# آرچ نکومو
آرچ نکومو (انگلیسی: Archange Nkumu؛ زادهٔ ۵ نوامبر ۱۹۹۳) بازیکن فوتبال اهل بریتانیا است.
از باشگاه‌هایی که در آن بازی کرده‌است می‌توان به باشگاه فوتبال چلسی، باشگاه فوتبال کونکورد رانجرز، باشگاه فوتبال کولچستر یونایتد، و باشگاه فوتبال یئوویل تاون اشاره کرد.